# Emerson Electric
Pour les articles homonymes, voir Emerson.
Emerson est une multinationale basée à Ferguson, dans le Missouri, aux États-Unis,,. Présente dans le classement Fortune 500, cette société fournit une large gamme de services d'ingénierie aux industriels et commerciaux. En 2015, Emerson rassemble 111 000 salariés dans les 150 pays où la société est présente.

## Histoire
L'entreprise Emerson a été fondée en 1890 à St. Louis dans le Missouri, par John Wesley Emerson, vétéran de la guerre de Sécession (côté Union). Le premier nom de l'entreprise était " Emerson Electric Manufacturing Co.". Son objet était de produire des moteurs électriques à partir du brevet déposé par les frères écossais Charles and Alexander Meston. En 1892, l'entreprise vend les premiers ventilateurs électriques aux États-Unis. Elle a rapidement élargi sa gamme de produits pour inclure des machines à coudre électriques, des perceuses dentaires électriques et d'autres outils à moteurs électriques.
Pendant la Seconde Guerre mondiale, sous la direction de Stuart Symington, Emerson devient également le plus grand fabricant mondial d'armement d'avion. Durant la guerre froide, il produisit entre autres des radars AN/APQ-153 et des canons antiaériens EMERLEC-30.
En août 2016, Emerson annonce la vente de ses activités dans la fabrication de matériel pour la distribution électrique pour 4 milliards de dollars au fond Platinum Equity, et en même temps Emerson annonce la vente ses activités de fabrications de moteurs et de productions électriques à Nidec pour 1,2 milliard de dollars.
Le même mois, Emerson annonce l'acquisition de la division dédiée aux valves de Pentair pour 3,15 milliards de dollars.
En octobre 2017, Emerson lance une offre d'acquisition sur Rockwell Automation de 27 milliards de dollars, offre qui est refusée par ce dernier, avant qu'en novembre 2017, Emerson relance une offre de 29 milliards de dollars.
En Juillet 2018, Emerson rachete la partie Tools and Test de Textron pour 810 millions de Dollars. Ce rachat inclus Greenlee, Klauke, HD Electric et Sherman + Reilly.
En octobre 2022, Emerson vend une participation de 55% dans ses activités dans la climatisation à Blackstone pour 9,5 milliards de dollars.

## Principaux actionnaires
Au 15 avril 2020.
| The Vanguard Group                     | 7,65% |
| Capital Research & Management          | 5,69% |
| SSgA Funds Management                  | 4,79% |
| Longview Partners                      | 2,75% |
| BlackRock Fund Advisors                | 2,45% |
| Capital Research & Management -WI-     | 2,40% |
| Putnam                                 | 2,36% |
| American Century Investment Management | 1,73% |
| Northern Trust Investments -IM-        | 1,48% |
| Geode Capital Management               | 1,39% |